# EHF-Rangliste (Nationalmannschaften)
Die EHF-Rangliste wird von der Europäischen Handballföderation (EHF) aufgestellt und enthält alle nationalen Verbände der Europäischen Handballföderation. Sie ist Basis für die Teilnahme an den europäischen Qualifikationswettbewerben zu Europa- und Weltmeisterschaften im Handball. Die Rangliste wird von der EHF sowohl für Männer als auch für Frauen anhand des Abschneidens der jeweiligen Nationalmannschaften bei internationalen Wettbewerben aufgestellt.
In der EHF-Rangliste sind alle Mannschaften, deren Verbände der EHF angehören, aufgelistet. Aus Gründen der Übersichtlichkeit werden hier nur die ersten zehn Plätze gezeigt. Die hier aufgeführte Liste ist noch unvollständig.

## Punktvergabe
In der Rangliste werden die Ergebnisse der drei letzten großen Turniere für Nationalmannschaften berücksichtigt, auch die Ergebnisse der nicht für das Turnier qualifizierten Mannschaften in den Qualifikationswettbewerben. Für den ersten Platz bei einem Turnier werden der Nationalmannschaft 160 Punkte, für den zweiten Platz 144 und für den dritten Platz 128 Punkte zugeteilt. 120 Punkte erhält der Vierte, 112 der Fünfte und 104 Punkte der Sechste.
Zeitweise wurden die Europameisterschaften der Senioren, der U-20 und der U-18 berücksichtigt, wobei die Punktvergabe für die Nachwuchsturniere von der für Seniorenturniere abwich; hier gab es 80 Punkte für Platz 1, 76 Punkte für Platz 2 und 72 Punkte für Platz 3.

## Rangliste Männer

### 2025
Für die Rangliste 2025 wurden die Ergebnisse bei der Weltmeisterschaft 2025, Europameisterschaft 2024, Weltmeisterschaft 2023 und der Europameisterschaft 2022 bzw. in den Qualifikationsrunden zu diesen Turnieren zugrunde gelegt.
| Rang | Nationalmannschaft | Punkte | Weltmeisterschaft 2025 | Europameisterschaft 2024 | Weltmeisterschaft 2023 | Europameisterschaft 2022 |
| ---- | ------------------ | ------ | ---------------------- | ------------------------ | ---------------------- | ------------------------ |
| 01.  | Dänemark           | 112    | 160 (1. Platz)         | 144 (2. Platz)           | 160 (1. Platz)         | 128 (3. Platz)           |
| 02.  | Frankreich         | 105    | 128 (3. Platz)         | 160 (1. Platz)           | 144 (2. Platz)         | 120 (4. Platz)           |
| 03.  | Deutschland        | 082    | 106 (6. Platz)         | 120 (4. Platz)           | 112 (5. Platz)         | 096 (7. Platz)           |
| 04.  | Schweden           | 079    | 048 (14. Platz)        | 128 (3. Platz)           | 120 (4. Platz)         | 160 (1. Platz)           |
| 05.  | Kroatien           | 073    | 144 (2. Platz)         | 064 (11. Platz)          | 080 (9. Platz)         | 088 (8. Platz)           |
| 06.  | Ungarn             | 066,5  | 088 (8. Platz)         | 112 (5. Platz)           | 088 (8. Platz)         | 044 (10. Platz)          |
| 07.  | Portugal           | 065    | 120 (4. Platz)         | 096 (7. Platz)           | 052 (13. Platz)        | 036 (19. Platz)          |
| 08.  | Norwegen           | 065    | 072 (10. Platz)        | 080 (9. Platz)           | 104 (6. Platz)         | 112 (5. Platz)           |
| 09.  | Island             | 058    | 080 (9. Platz)         | 072 (10. Platz)          | 056 (12. Platz)        | 104 (6. Platz)           |
| 10.  | Spanien            | 056    | 036 (18. Platz)        | 052 (13. Platz)          | 128 (3. Platz)         | 144 (2. Platz)           |

### 2024
Für die Rangliste 2023 wurden die Ergebnisse bei der Europameisterschaft 2024, Weltmeisterschaft 2023 und der Europameisterschaft 2022 bzw. in den Qualifikationsrunden zu diesen Turnieren zugrunde gelegt.
| Rang | Nationalmannschaft | Punkte | Europameisterschaft 2024 | Weltmeisterschaft 2023 | Europameisterschaft 2022 |
| ---- | ------------------ | ------ | ------------------------ | ---------------------- | ------------------------ |
| 01.  | Dänemark           | 432    | 144 (2. Platz)           | 160 (1. Platz)         | 128 (3. Platz)           |
| 02.  | Frankreich         | 424    | 160 (1. Platz)           | 144 (2. Platz)         | 128 (3. Platz)           |
| 03.  | Schweden           | 408    | 128 (3. Platz)           | 120 (4. Platz)         | 160 (1. Platz)           |
| 04.  | Deutschland        | 328    | 120 (4. Platz)           | 112 (5. Platz)         | 096 (7. Platz)           |
| 05.  | Spanien            | 324    | 052 (13. Platz)          | 128 (3. Platz)         | 144 (2. Platz)           |
| 06.  | Norwegen           | 296    | 080 (9. Platz)           | 104 (6. Platz)         | 112 (5. Platz)           |
| 07.  | Ungarn             | 244    | 112 (5. Platz)           | 088 (8. Platz)         | 044 (10. Platz)          |
| 08.  | Island             | 232    | 072 (10. Platz)          | 056 (12. Platz)        | 104 (6. Platz)           |
| 09.  | Kroatien           | 232    | 064 (11. Platz)          | 080 (9. Platz)         | 088 (8. Platz)           |
| 10.  | Slowenien          | 216    | 104 (6. Platz)           | 072 (10. Platz)        | 040 (16. Platz)          |

### 2023
Für die Rangliste 2023 wurden die Ergebnisse bei der Weltmeisterschaft 2023, Europameisterschaft 2022 sowie Weltmeisterschaft 2021 bzw. in den Qualifikationsrunden zu diesen Turnieren zugrunde gelegt.
| Rang | Nationalmannschaft | Punkte | Weltmeisterschaft 2023 | Europameisterschaft 2022 | Weltmeisterschaft 2021 |
| ---- | ------------------ | ------ | ---------------------- | ------------------------ | ---------------------- |
| 01.  | Dänemark           | 448    | 160 (1. Platz)         | 128 (3. Platz)           | 160 (1. Platz)         |
| 02.  | Schweden           | 424    | 120 (4. Platz)         | 160 (1. Platz)           | 144 (2. Platz)         |
| 03.  | Spanien            | 400    | 128 (3. Platz)         | 144 (2. Platz)           | 128 (3. Platz)         |
| 04.  | Frankreich         | 384    | 144 (2. Platz)         | 120 (4. Platz)           | 120 (4. Platz)         |
| 05.  | Norwegen           | 320    | 104 (6. Platz)         | 112 (5. Platz)           | 104 (6. Platz)         |
| 06.  | Deutschland        | 264    | 112 (5. Platz)         | 096 (7. Platz)           | 056 (12. Platz)        |
| 07.  | Ungarn             | 244    | 088 (8. Platz)         | 044 (15. Platz)          | 112 (5. Platz)         |
| 08.  | Kroatien           | 212    | 080 (9. Platz)         | 088 (8. Platz)           | 044 (15. Platz)        |
| 09.  | Island             | 196    | 056 (12. Platz)        | 104 (6. Platz)           | 036 (20. Platz)        |
| 10.  | Slowenien          | 192    | 072 (10. Platz)        | 040 (16. Platz)          | 080 (9. Platz)         |

### 2016
Für die Rangliste 2016 wurden die Ergebnisse bei der Europameisterschaft 2016, U-20-Europameisterschaft 2016 sowie U-18-Europameisterschaft 2016 bzw. in den Qualifikationsrunden zu diesen Turnieren zugrunde gelegt.
| Rang | Nationalmannschaft | Punkte | Europameisterschaft 2016 | U-20-Europameisterschaft 2016 | U-18-Europameisterschaft 2016 |
| ---- | ------------------ | ------ | ------------------------ | ----------------------------- | ----------------------------- |
| 01.  | Deutschland        | 308    | 160 (1. Platz)           | 76 (2. Platz)                 | 72 (3. Platz)                 |
| 02.  | Spanien            | 284    | 144 (2. Platz)           | 80 (1. Platz)                 | (6. Platz)                    |
| 03.  | Kroatien           | ?      | 128 (3. Platz)           | (4. Platz)                    | 76 (2. Platz)                 |

### 2015
Für die Rangliste 2015 wurden die Ergebnisse bei der Weltmeisterschaft 2015, U-21-Weltmeisterschaft 2015 sowie U-19-Weltmeisterschaft 2015 bzw. in den Qualifikationsrunden zu diesen Turnieren zugrunde gelegt.
| Rang | Nationalmannschaft | Punkte | Weltmeisterschaft 2015 | U-21-Weltmeisterschaft 2015 | U-19-Weltmeisterschaft 2015 |
| ---- | ------------------ | ------ | ---------------------- | --------------------------- | --------------------------- |
| 01.  | Frankreich         | 320    | 160 (1. Platz)         | 80 (1. Platz)               | 80 (1. Platz)               |
| 02.  | Spanien            | 244    | 120 (4. Platz)         | 56 (7. Platz)               | 68 (4. Platz)               |
| 03.  | Dänemark           | 244    | 112 (5. Platz)         | 76 (2. Platz)               | 56 (7. Platz)               |
| 04.  | Schweden           | 200    | 072 (10. Platz)        | 64 (5. Platz)               | 64 (5. Platz)               |
| 05.  | Deutschland        | 194    | 096 (7. Platz)         | 72 (3. Platz)               | 26 (17. Platz)              |
| 06.  | Slowenien          | 172    | 088 (8. Platz)         | 08                          | 76 (2. Platz)               |
| 07.  | Polen              | 166    | 128 (3. Platz)         | 12                          | 26 (20. Platz)              |
| 08.  | Kroatien           | 148    | 104 (6. Platz)         | 12                          | 32 (12. Platz)              |
| 09.  | Island             | 148    | 064 (11. Platz)        | 12                          | 72 (3. Platz)               |
| 10.  | Norwegen           | 114    | 024                    | 30 (15. Platz)              | 60 (6. Platz)               |

### 2014
Für die Rangliste 2014 wurden die Ergebnisse bei der Europameisterschaft 2014, U-20-Europameisterschaft 2014 sowie U-18-Europameisterschaft 2014 bzw. in den Qualifikationsrunden zu diesen Turnieren zugrunde gelegt.
| Rang | Nationalmannschaft | Punkte | Europameisterschaft 2014 | U-20-Europameisterschaft 2014 | U-18-Europameisterschaft 2014 |
| ---- | ------------------ | ------ | ------------------------ | ----------------------------- | ----------------------------- |
| 01.  | Frankreich         | 296    | 160 (1. Platz)           | 56 (7. Platz)                 | 80 (1. Platz)                 |
| 02.  | Dänemark           | 280    | 144 (2. Platz)           | 68 (4. Platz)                 | 68 (4. Platz)                 |
| 03.  | Spanien            | 272    | 128 (3. Platz)           | 72 (3. Platz)                 | 72 (3. Platz)                 |
| 04.  | Schweden           | 236    | 096 (7. Platz)           | 76 (2. Platz)                 | 64 (5. Platz)                 |
| 05.  | Ungarn             | 212    | 088 (8. Platz)           | 48                            | 76 (2. Platz)                 |
| 06.  | Kroatien           | 172    | 120 (4. Platz)           | 08                            | 44                            |
| 07.  | Island             | 168    | 112 (5. Platz)           | 08                            | 48                            |
| 07.  | Deutschland        | 168    | 032                      | 80 (1. Platz)                 | 56 (7. Platz)                 |
| 09.  | Polen              | 164    | 104 (6. Platz)           | 08                            | 52 (8. Platz)                 |
| 10.  | Slowenien          | 160    | 032                      | 64 (5. Platz)                 | 64 (5. Platz)                 |

### 2010
Für die Rangliste 2010 wurden die Ergebnisse bei der Europameisterschaft 2008, der Weltmeisterschaft 2009 sowie Europameisterschaft 2010 bzw. in den Qualifikationsrunden zu diesen Turnieren zugrunde gelegt.
| Rang | Nationalmannschaft | Punkte | Europameisterschaft 2010 | Weltmeisterschaft 2009 | Europameisterschaft 2008 |
| ---- | ------------------ | ------ | ------------------------ | ---------------------- | ------------------------ |
| 01.  | Frankreich         | 448    | 160 (1. Platz)           | 160 (1. Platz)         | 128 (3. Platz)           |
| 02.  | Kroatien           | 432    | 144 (2. Platz)           | 144 (2. Platz)         | 144 (2. Platz)           |
| 03.  | Dänemark           | 392    | 112 (5. Platz)           | 120 (4. Platz)         | 160 (1. Platz)           |
| 04.  | Polen              | 344    | 120 (4. Platz)           | 128 (3. Platz)         | 096 (7. Platz)           |
| 05.  | Deutschland        | 304    | 072 (10. Platz)          | 112 (5. Platz)         | 120 (4. Platz)           |
| 06.  | Norwegen           | 280    | 096 (7. Platz)           | 080 (9. Platz)         | 104 (6. Platz)           |
| 07.  | Schweden           | 252    | 044 (15. Platz)          | 096 (7. Platz)         | 112 (5. Platz)           |
| 08.  | Ungarn             | 240    | 048 (14. Platz)          | 104 (6. Platz)         | 088 (8. Platz)           |
| 09.  | Spanien            | 236    | 104 (6. Platz)           | 052 (13. Platz)        | 080 (9. Platz)           |
| 10.  | Island             | 224    | 128 (3. Platz)           | 032                    | 064 (11. Platz)          |

### 2008
Für die Rangliste 2008 wurden die Ergebnisse bei der Europameisterschaft 2008, U-20-Europameisterschaft 2008 sowie U-18-Europameisterschaft 2008 bzw. in den Qualifikationsrunden zu diesen Turnieren zugrunde gelegt.
| Rang | Nationalmannschaft | Punkte | Europameisterschaft 2008 | U-20-Europameisterschaft 2008 | U-18-Europameisterschaft 2008 |
| ---- | ------------------ | ------ | ------------------------ | ----------------------------- | ----------------------------- |
| 01.  | Dänemark           | 316    | 160 (1. Platz)           | 80 (1. Platz)                 | 76 (2. Platz)                 |
| 02.  | Deutschland        | 276    | 120 (4. Platz)           | 76 (2. Platz)                 | 80 (1. Platz)                 |
| 03.  | Frankreich         | 256    | 128 (3. Platz)           | 72 (3. Platz)                 | 56 (7. Platz)                 |
| 04.  | Schweden           | 252    | 112 (5. Platz)           | 68 (4. Platz)                 | 72 (3. Platz)                 |
| 05.  | Kroatien           | 232    | 144 (2. Platz)           | 24                            | 64 (5. Platz)                 |
| 07.  | Norwegen           | 164    | 104 (6. Platz)           | 08                            | 52 (8. Platz)                 |
| 08.  | Ungarn             | 160    | 088 (8. Platz)           | 40                            | 32                            |
| 09.  | Slowenien          | 150    | 072 (10. Platz)          | 30                            | 48                            |
| 10.  | Island             | 144    | 064 (11. Platz)          | 12                            | 68 (4. Platz)                 |

## Rangliste Frauen

### 2015
Für die Rangliste 2015 wurden die Ergebnisse bei der Weltmeisterschaft 2015, U-19-Europameisterschaft 2015 sowie U-17-Europameisterschaft 2015 bzw. in den Qualifikationsrunden zu diesen Turnieren zugrunde gelegt.
| Rang | Nationalmannschaft | Punkte | Weltmeisterschaft 2015 | U-19-Europameisterschaft 2015 | U-17-Europameisterschaft 2015 |
| ---- | ------------------ | ------ | ---------------------- | ----------------------------- | ----------------------------- |
| 01.  | Russland           | 264    | 112 (5. Platz)         | 76 (2. Platz)                 | 76 (2. Platz)                 |
| 02.  | Dänemark           | 232    | 104 (6. Platz)         | 80 (1. Platz)                 | 80 (1. Platz)                 |
| 03.  | Norwegen           | 260    | 160 (1. Platz)         | 60 (6. Platz)                 | 40 (11. Platz)                |
| 04.  | Rumänien           | 240    | 128 (3. Platz)         | 44 (10. Platz)                | 68 (4. Platz)                 |
| 05.  | Schweden           | 204    | 080 (9. Platz)         | 72 (3. Platz)                 | 52 (8. Platz)                 |
| 06.  | Ungarn             | 204    | 064 (11. Platz)        | 68 (4. Platz)                 | 72 (3. Platz)                 |
| 07.  | Frankreich         | 200    | 096 (7. Platz)         | 48 (9. Platz)                 | 56 (7. Platz)                 |
| 08.  | Niederlande        | 188    | 144 (2. Platz)         | 08                            | 36 (12. Platz)                |
| 09.  | Deutschland        | 164    | 052 (13. Platz)        | 64 (5. Platz)                 | 48 (9. Platz)                 |
| 10.  | Montenegro         | 152    | 088 (8. Platz)         | 56 (7. Platz)                 | 08                            |

### 2014
Für die Rangliste 2014 wurden die Ergebnisse bei der Europameisterschaft 2014, U-20-Weltmeisterschaft 2014 sowie U-18-Weltmeisterschaft 2014 bzw. in den Qualifikationsrunden zu diesen Turnieren zugrunde gelegt.
| Rang | Nationalmannschaft | Punkte | Europameisterschaft 2014 | U-20-Weltmeisterschaft 2014 | U-17-Weltmeisterschaft 2014 |
| ---- | ------------------ | ------ | ------------------------ | --------------------------- | --------------------------- |
| 01.  | Norwegen           | 242    | 160 (1. Platz)           | 48                          | 34                          |
| 02.  | Dänemark           | 232    | 088 (7. Platz)           | 72 (3. Platz)               | 72 (3. Platz)               |
| 03.  | Rumänien           | 220    | 080 (9. Platz)           | 60 (6. Platz)               | 80 (1. Platz)               |
| 04.  | Deutschland        | 216    | 072 (10. Platz)          | 68 (4. Platz)               | 76 (2. Platz)               |
| 05.  | Schweden           | 210    | 128 (3. Platz)           | 80 (1. Platz)               | 0                           |
| 06.  | Niederlande        | 208    | 096 (8. Platz)           | 52 (8. Platz)               | 60 (6. Platz)               |
| 07.  | Frankreich         | 204    | 112 (5. Platz)           | 64 (5. Platz)               | 28                          |
| 08.  | Spanien            | 190    | 144 (2. Platz)           | 12                          | 34                          |
| 08.  | Ungarn             | 190    | 104 (6. Platz)           | 56 (7. Platz)               | 30                          |
| 10.  | Montenegro         | 188    | 120 (4. Platz)           | 0                           | 68 (4. Platz)               |

### 2008
Für die Rangliste 2008 wurden die Ergebnisse bei der Europameisterschaft 2008, U-20-Weltmeisterschaft 2008 sowie U-18-Weltmeisterschaft 2008 bzw. in den Qualifikationsrunden zu diesen Turnieren zugrunde gelegt.
| Rang | Nationalmannschaft | Punkte | Europameisterschaft 2008 | U-20-Weltmeisterschaft 2008 | U-18-Weltmeisterschaft 2008 |
| ---- | ------------------ | ------ | ------------------------ | --------------------------- | --------------------------- |
| 01.  | Spanien            | 276    | 144 (2. Platz)           | 68 (4. Platz)               | 64 (5. Platz)               |
| 02.  | Russland           | 220    | 128 (3. Platz)           | 12                          | 80 (1. Platz)               |
| 03.  | Dänemark           | 212    | 064 (11. Platz)          | 76 (2. Platz)               | 72 (3. Platz)               |
| 04.  | Deutschland        | 200    | 120 (4. Platz)           | 80 (1. Platz)               | 0                           |
| 05.  | Norwegen           | 180    | 160 (1. Platz)           | 12                          | 08                          |
| 06.  | Kroatien           | 172    | 104 (6. Platz)           | 60 (5. Platz)               | 08                          |
| 06.  | Frankreich         | 172    | 048 (14. Platz)          | 56 (7. Platz)               | 68 (4. Platz)               |
| 08.  | Rumänien           | 160    | 112 (5. Platz)           | 40                          | 08                          |
| 09.  | Ungarn             | 152    | 088 (8. Platz)           | 64 (4. Platz)               | 0                           |
| 10.  | Serbien            | 136    | 052 (13. Platz)          | 08                          | 76 (2. Platz)               |